# Norvegia ai Giochi della VII Olimpiade
Il Norvegia ha partecipato ai Giochi della VII Olimpiade di Anversa con una delegazione di 194 atleti (188 uomini, 6 donne), suddivisi su 16 discipline.

## Medagliere

### Per discipline
| Sport                 | Oro | Argento | Bronzo | Totale |
| --------------------- | --- | ------- | ------ | ------ |
| Vela                  | 7   | 3       | 1      | 11     |
| Tiro                  | 5   | 2       | 4      | 11     |
| Atletica leggera      | 1   | 0       | 0      | 1      |
| Pattinaggio di figura | 0   | 2       | 1      | 3      |
| Pugilato              | 0   | 1       | 0      | 1      |
| Ginnastica            | 0   | 1       | 0      | 1      |
| Canottaggio           | 0   | 0       | 2      | 2      |
| Lotta greco-romana    | 0   | 0       | 1      | 1      |
| Totale                | 13  | 9       | 9      | 31     |

### Medaglie d'oro
| Medaglia | Atleta | Sport            | Evento                                     |
| -------- | --- | ---------------- | ------------------------------------------ |
| Oro      | Helge Løvland | Atletica leggera | Decathlon                                  |
| Oro      | Otto Olsen | Tiro             | Carabina militare a terra 300m individuale |
| Oro      | Otto Olsen | Tiro             | Bersaglio mobile individuale               |
| Oro      | Harald Natvig Otto Olsen Ole Lilloe-Olsen Einar Liberg Hans Nordvik                                                                                | Tiro             | Bersaglio mobile a squadre                 |
| Oro      | Ole Lilloe-Olsen | Tiro             | Bersaglio mobile colpo doppio individuale  |
| Oro      | Ole Lilloe-Olsen Thorsten Johansen Harald Natvig Einar Liberg Hans Nordvik                                                                         | Tiro             | Bersaglio mobile colpo doppio a squadre    |
| Oro      | Andreas Brecke Paal Kaasen Ingolf Rød | Vela             | Classe 6 metri (1919)                      |
| Oro      | August Ringvold Magnus Konow Thorleif Holbye Reidar Martiniuson Tell Wagle                                                                         | Vela             | Classe 8 metri (1907)                      |
| Oro      | Ragnar Vik Kristoffer Olsen Thorleif Kristoffersen Alf Brun Jakobsen Sconosciuto                                                                   | Vela             | Classe 8 metri (1919)                      |
| Oro      | Erik Herseth Charles Archer Arentz Sigurd Holter Willy Gilbert Ingar Nielsen Robert Giertsen Ole Sørensen                                          | Vela             | Classe 10 metri (1907)                     |
| Oro      | Arne Sejersted Gunnar Jamvold Halfdan Schjøtt Peter Jamvold Trygve Schjøtt Claus Juell Otto Falkenberg                                             | Vela             | Classe 10 metri (1919)                     |
| Oro      | Henrik Østervold Johan Friele Jan Østervold Olaf Ørvig Ole Østervold Thor Ørvig Kristian Østervold Erik Ørvig Hans Stoermann-Næss                  | Vela             | Classe 12 metri (1907)                     |
| Oro      | Arthur Allers Lauritz Christiansen Christen Wiese Halvor Møgster Martin Borthen Rasmus Birkeland Egill Reimers Halvor Olai Birkeland Kaspar Hassel | Vela             | Classe 12 metri (1919)                     |

### Medaglie d'argento
| Medaglia | Atleta | Sport                 | Evento                                       |
| -------- | --- | --------------------- | -------------------------------------------- |
| Argento  | Alf Aanning Karl Aas Jørgen Andersen Gustav Bayer Jørgen Bjørnstad Asbjørn Bodahl Eilert Bøhm Trygve Bøyesen Ingolf Davidsen Haakon Endreson Harald Færstad Herman Helgesen Peter Hol Otto Johannessen Johan Anker Johansen Trygve Kristoffersen Henrik Nilsen Jacob Opdahl Arthur Rydstrøm Frithjof Sælen Bjørn Skjærpe Wilhelm Steffensen Olav Sundal Reidar Tønsberg Lauritz Wigand-Larsen | Ginnastica            | Concorso libero a squadre maschile           |
| Argento  | Andreas Krogh | Pattinaggio di figura | Pattinaggio di figura maschile               |
| Argento  | Alexia Bryn Yngvar Bryn | Pattinaggio di figura | Pattinaggio di figura a coppie               |
| Argento  | Sverre Sørsdal | Pugilato              | Pesi mediomassimi                            |
| Argento  | Østen Østensen Gudbrand Skatteboe Albert Helgerud Olaf Sletten Otto Olsen | Tiro                  | Carabina libera a squadre                    |
| Argento  | Otto Olsen Østen Østensen Olaf Sletten Albert Helgerud Jacob Onsrud | Tiro                  | Carabina militare a terra 300/600m a squadre |
| Argento  | Einar Torgersen Leif Erichsen Annan Knudsen | Vela                  | Classe 6 metri (1907)                        |
| Argento  | Niels Nielsen Johan Faye Christian Dick Sten Abel | Vela                  | Classe 7 metri                               |
| Argento  | Jens Salvesen Lauritz Schmidt Fin Schiander Nils Thomas Ralph Tschudi | Vela                  | Classe 8 metri (1919)                        |

### Medaglie di bronzo
| Medaglia | Atleta | Sport                 | Evento                                    |
| -------- | --- | --------------------- | ----------------------------------------- |
| Bronzo   | Birger Var Theodor Klem Henry Larsen Per Gulbrandsen Thoralf Hagen                                                            | Canottaggio           | Quattro con maschile                      |
| Bronzo   | Theodor Nag Conrad Olsen Adolf Nilsen Haakon Ellingsen Thore Michelsen Arne Mortensen Karl Nag Tollef Tollefsen Thoralf Hagen | Canottaggio           | Otto maschile                             |
| Bronzo   | Frithjof Andersen | Lotta greco-romana    | Pesi leggeri                              |
| Bronzo   | Martin Stixrud | Pattinaggio di figura | Pattinaggio di figura maschile            |
| Bronzo   | Østen Østensen | Tiro                  | Carabina libera individuale               |
| Bronzo   | Anton Olsen Albert Helgerud Sigvart Johansen Olaf Sletten Oliver Schriver                                                     | Tiro                  | Carabina piccola a squadre                |
| Bronzo   | Harald Natvig | Tiro                  | Bersaglio mobile individuale              |
| Bronzo   | Einar Liberg | Tiro                  | Bersaglio mobile colpo doppio individuale |
| Bronzo   | Henrik Agersborg Trygve Pedersen Einar Berntsen                                                                               | Vela                  | Classe 6 metri (1907)                     |